# William Donthorne

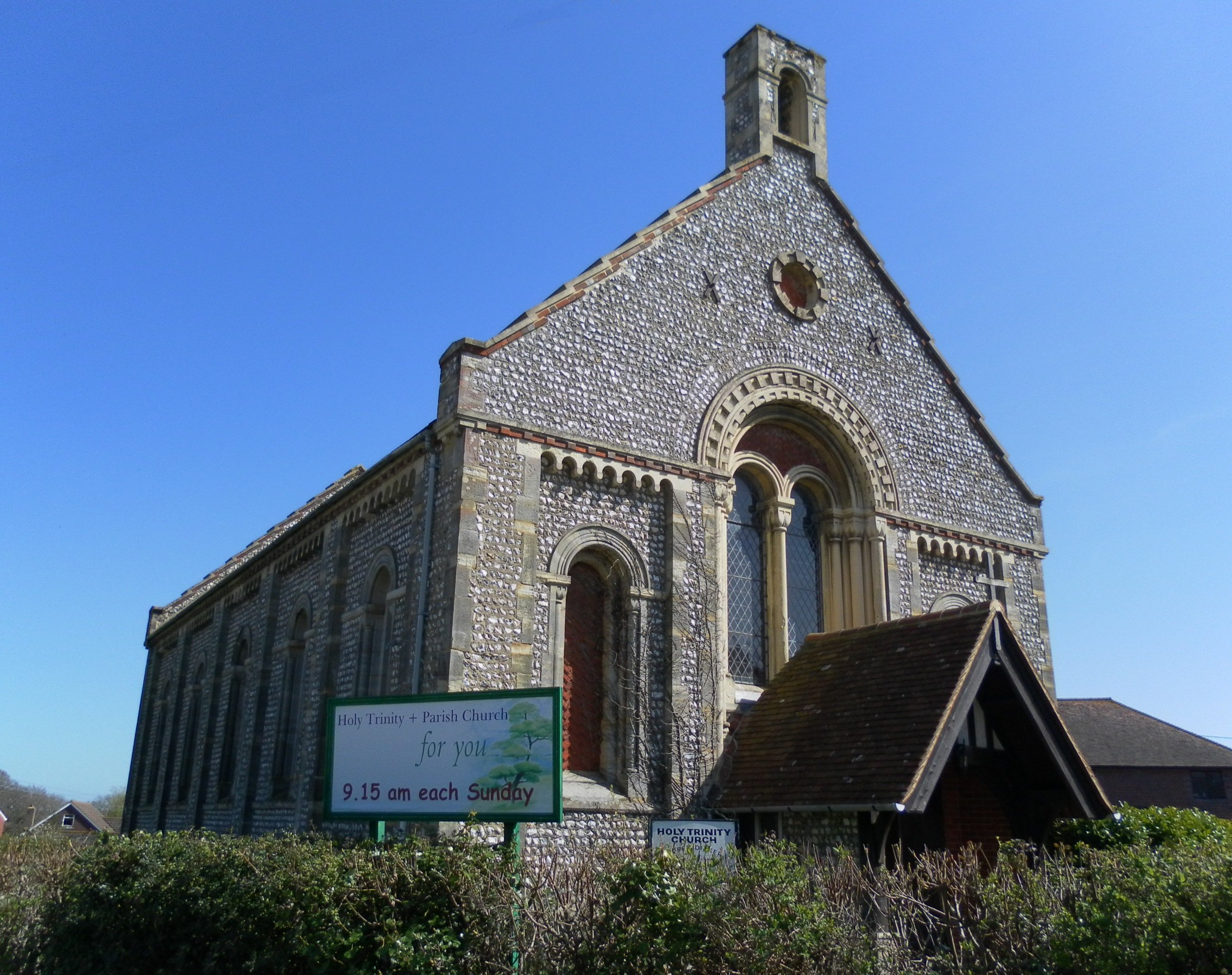
Holy Trinity Church i Upper Dicker

William John Donthorne, född 1799 i Norfolk, död 18 maj 1859, var en brittisk arkitekt som var en av grundarna till Royal Institute of British Architects. Donthorne ritade i både klassisk och gotisk stil men är mest känd för sina byggnader i nygrekisk stil.
Donthorne ritade flera engelska country houses, bland annat Upton Hall i Southwell i Nottinghamshire och Cromer Hall i Norfolk, men även kyrkor, som Holy Trinity Church i Upper Dicker.
Donthorne var en av de arkitekter som 1834 grundade Royal Institute of British Architects.